# Oxymycterus
Genre
Oxymycterus est un genre de rongeurs de la famille des Cricétidés.

## Liste des espèces
Selon ITIS (28 décembre 2016) :
- Oxymycterus akodontius Thomas, 1921
- Oxymycterus amazonicus Hershkovitz, 1994
- Oxymycterus angularis Thomas, 1909
- Oxymycterus caparoae Hershkovitz, 1998
- Oxymycterus dasytrichus (Schinz, 1821)
- Oxymycterus delator Thomas, 1903
- Oxymycterus hiska Hinojosa, Anderson et Patton, 1987
- Oxymycterus hispidus Pictet, 1843
- Oxymycterus hucucha Hinojosa, Anderson et Patton, 1987
- Oxymycterus inca Thomas, 1900
- Oxymycterus josei Hoffmann, Lessa and M. F. Smith, 2002
- Oxymycterus nasutus (Waterhouse, 1837)
- Oxymycterus paramensis Thomas, 1902
- Oxymycterus quaestor Thomas, 1903
- Oxymycterus roberti Thomas, 1901
- Oxymycterus rufus (J. Fischer, 1814)
- Oxymycterus wayku Jayat, D'Elía, Pardiñas, Miotti and Ortiz, 2008